# 圣马丹迪泰特尔 (约讷省)
圣马丹迪泰特尔（法語：Saint-Martin-du-Tertre，法語發音：[sɛ̃ maʁtɛ̃ dy tɛʁtʁ] ⓘ）是法国约讷省的一个市镇，属于桑斯区。

## 地名
法语人名在日常人名译名以及《世界人名翻譯大辭典》、《法语姓名译名手册》等主流人名译名类书籍资料中多译作“马丁”，不过在《世界地名翻译大辞典》、《世界地名译名词典》和《法国地图册》等主流地名译名类书籍资料中多译作“马丹”。

## 地理
圣马丹迪泰特尔（48°12'49"N, 3°15'33"E）面积6.91 平方千米，位于法国勃艮第-弗朗什-孔泰大區约讷省，该省份为法国中北部内陆省份，西接卢瓦雷省，西北接塞纳-马恩省，南至涅夫勒省，东临科多尔省，东北与奥布省接壤。
与圣马丹迪泰特尔接壤的市镇（或旧市镇、城区）包括：约讷河畔库尔图瓦、纳伊、帕龙、圣但尼莱桑斯、桑斯。
圣马丹迪泰特尔的时区为UTC+01:00、UTC+02:00（夏令时）。

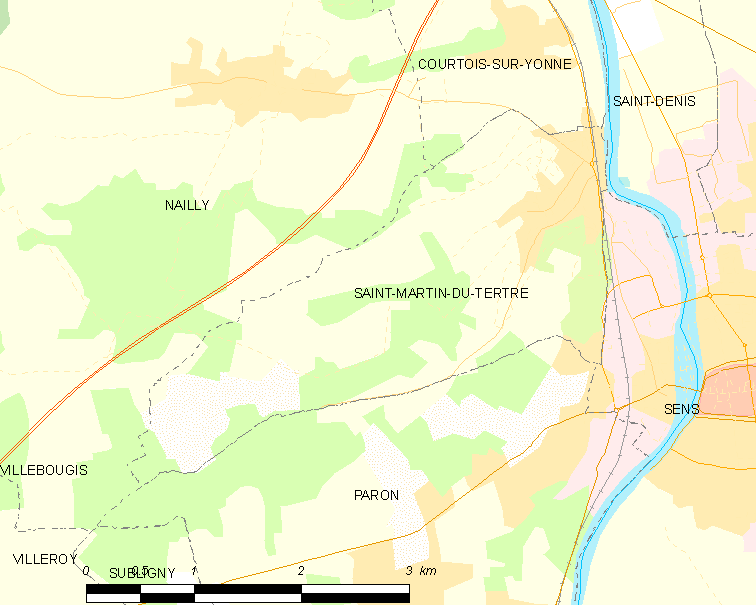
圣马丹迪泰特尔的OSM定位图

## 行政
圣马丹迪泰特尔的邮政编码为89100，INSEE市镇编码为89354。

## 政治
圣马丹迪泰特尔所属的省级选区为桑斯第一县。

## 人口

1962-2008年间圣马丹迪泰特尔人口变化图示

圣马丹迪泰特尔于2022年1月1日时的人口数量为1553人。